# Щавель приморский
Щаве́ль примо́рский, или Щавель морско́й (лат. Rúmex maritimus) — травянистое растение, вид рода Щавель (Rumex) семейства Гречишные (Polygonaceae).

## Ботаническое описание
Однолетнее травянистое растение.

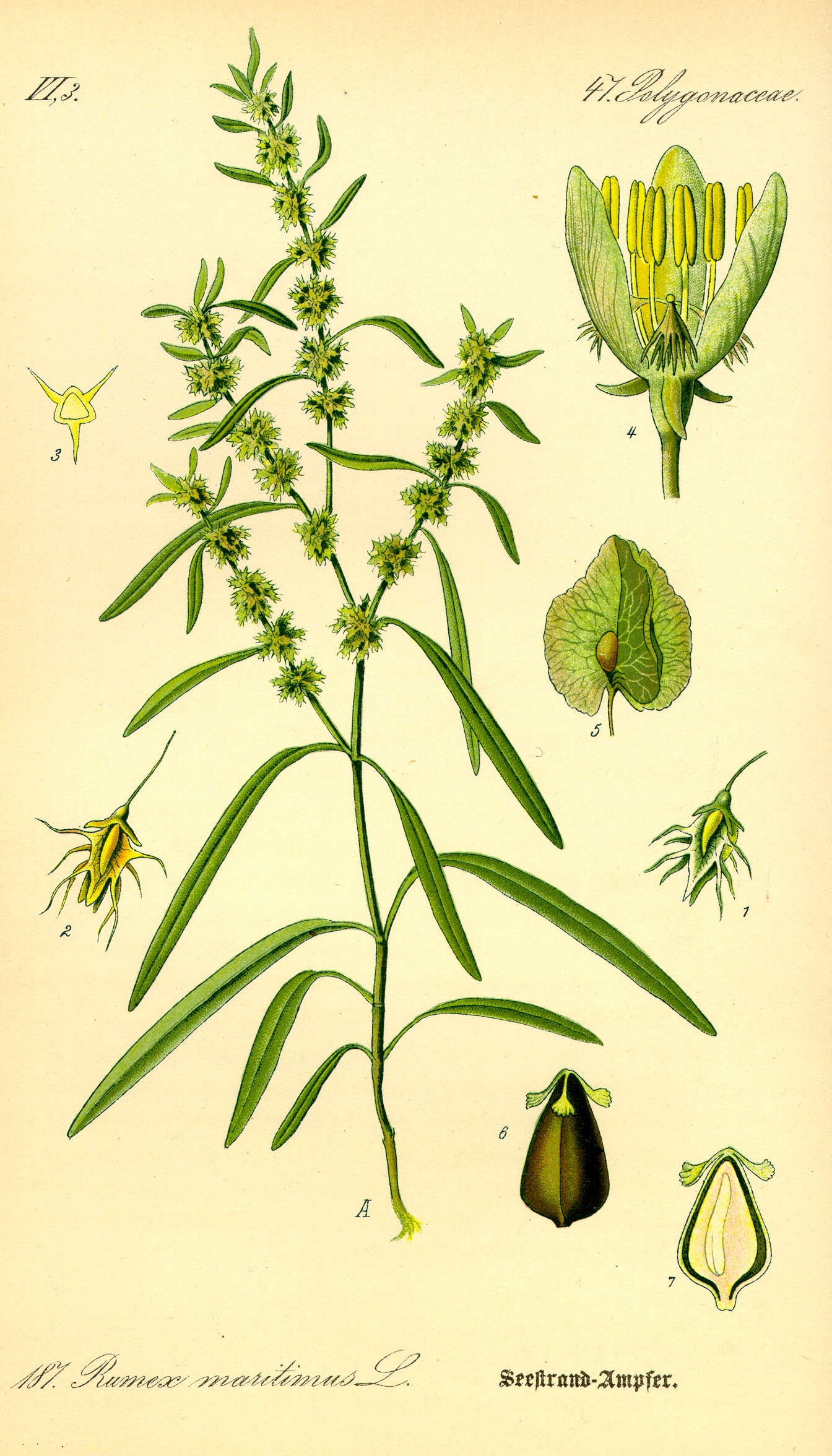

Стебель прямостоячий, высотой 10—60 см, бороздчатый, голый; в верхней части ветвистый.
Листья ланцетные, острые, к основанию клиновидно суженные. Верхние — сидячие, нижние — короткочерешковые.
Цветки обоеполые, мелкие. Цветёт в июне — июле.
Соцветие — ветвистое; внизу из расставленных, вверху — из сближенных мутовок.
Плоды — орешки красновато-бурого цвета. Созревают в июле — августе.

## Распространение и экология
Растёт по берегам озёр, болот, рек, ручьёв, канав, около дорог, возле жилья.

## Химический состав
В корнях найдены антрахиноны (хризофанол, эмодин, фисцин).
В надземной части содержатся сапонины, флавоноиды, антрахиноны, витамины С, РР, каротин.
В семенах обнаружены дубильные вещества.

## Классификация

### Таксономия
- Rumex maritimus L., 1753, Sp. Pl. : 335

Вид Щавель приморский включается в род Щавель (Rumex) семейства Гречишные (Polygonaceae) порядка Гвоздичноцветные (Caryophyllales), последовательно входящего в клады Суперастериды → Эвдикоты → Цветковые растения. Таксономическая схема в соответствии с Системой APG IV по состоянию на декабрь 2023 года:
|  |                          |  |                                   |                                   |                     |  | еще 40 семейств | еще 40 семейств |                       |  |  |  | еще 151 подтвержденныйх видов и 494 вида в статусе "неподтвержденных" |
|  |                          |  |                                   |                                   |                     |  | еще 40 семейств | еще 40 семейств |                       |  |  |  | еще 151 подтвержденныйх видов и 494 вида в статусе "неподтвержденных" |
|  |                          |  |                                   | порядок Гвоздичноцветные          |                     |  |                 |                 | род Щавель            |  |  |  |                                                                       |
|  |                          |  |                                   | порядок Гвоздичноцветные          |                     |  |                 |                 | род Щавель            |  |  |  |                                                                       |
|  | клада Цветковые растения |  |                                   |                                   | семейство Гречишные |  |                 |                 | вид Щавель приморский |  |  |  |                                                                       |
|  | клада Цветковые растения |  |                                   |                                   | семейство Гречишные |  |                 |                 |                       |  |  |  |                                                                       |
|  |                          |  | ещё 63 порядка цветковых растений | ещё 63 порядка цветковых растений |                     |  |                 | еще 60 родов    | еще 60 родов          |  |  |  |                                                                       |
|  |                          |  |                                   | ещё 63 порядка цветковых растений |                     |  |                 |                 | еще 60 родов          |  |  |  |                                                                       |

### Синонимы
- Lapathum minus Lam.
- Rumex aureus Mill.
- Rumex fueginus Phil.
- Rumex longisetus A.I.Baranov & Skvortsov
- Rumex maritimus subsp. fueginus (Phil.) Hultén
- Rumex maritimus subsp. maritimus
- Rumex maritimus var. fueginus (Phil.) Dusén
- Rumex maritimus var. maritimus